# Gaspard Chabert
Pour les articles homonymes, voir Chabert.
Gaspard Chabert, né le 10 mai 1753 à Lunel (Hérault), mort le 18 octobre 1817 à Nîmes (Gard), est un général de brigade de la Révolution française.

## États de service
Il entre en service en 1770, au régiment de Bourgogne, puis il passe au régiment de Beauce en 1778. Il est nommé sergent en 1780, sergent-major en 1787 et lieutenant en août 1792.
Le 7 septembre 1793, il est promu capitaine, et chef de bataillon au 68e régiment d’infanterie le 11 mars 1794. Il est nommé chef de brigade au 128e régiment d’infanterie de ligne le 4 septembre 1794.
Il est promu général de brigade d’infanterie le 13 juin 1795 à l’Armée de Sambre-et-Meuse, il commande la place de Liège. Il est réformé le 18 avril 1799 et mis à la retraite le 25 juin 1800.

## Source
- (en) « Generals Who Served in the French Army during the Period 1789 - 1814: Eberle to Exelmans »
- Thierry Pouliquen, « Les généraux français et étrangers ayant servis [sic] dans la Grande Armée » (consulté le 5 septembre 2013)
- (pl) « Napoléon.org.pl »